# Lucas Hedges
Lucas Hedges, född 12 december 1996 i Brooklyn, New York, är en amerikansk skådespelare. Han är son till Peter Hedges och Susan Bruce.
För sin roll som Patrick Chandler i Manchester by the Sea nominerades Hedges till en Oscar för bästa manliga biroll.

## Filmografi
- 2007 – Min brors flickvän
- 2012 – Moonrise Kingdom
- 2012 – Arthur Newman
- 2013 – Labor Day
- 2013 – The Zero Theorem
- 2014 – The Grand Budapest Hotel
- 2014 – Kill the Messenger
- 2015 – Anesthesia
- 2016 – Manchester by the Sea
- 2017 – Three Billboards Outside Ebbing, Missouri
- 2017 – Lady Bird
- 2020 - French Exit
- 2025 – Sorry, Baby